# Albán labdarúgó-szövetség
Az albán labdarúgó-szövetség (albánul: Federata Shqiptare e Futbollit, rövidítve F.SH.F.) Albánia nemzeti labdarúgó-szövetsége. 1930. június 6-án alapították. A szövetség szervezi az albán labdarúgó-bajnokságot. Működteti az albán labdarúgó-válogatottat, valamint az albán U21-es labdarúgó-válogatottat. Székhelye Tiranában található.
2008. március 14-én a szövetség és a politikai élet erőteljes összefonódásai miatt a FIFA eltiltotta a szövetséget, FIFA-versenyeken sem labdarúgó-válogatottjaik, sem játékvezetőik nem vehettek részt. Miután a kérdést megnyugtatóan tisztázták, a FIFA visszavonta a kizárást, és 2008. május 27-én a válogatott barátságos mérkőzést vívott Lengyelországgal.